# Saitenhalter

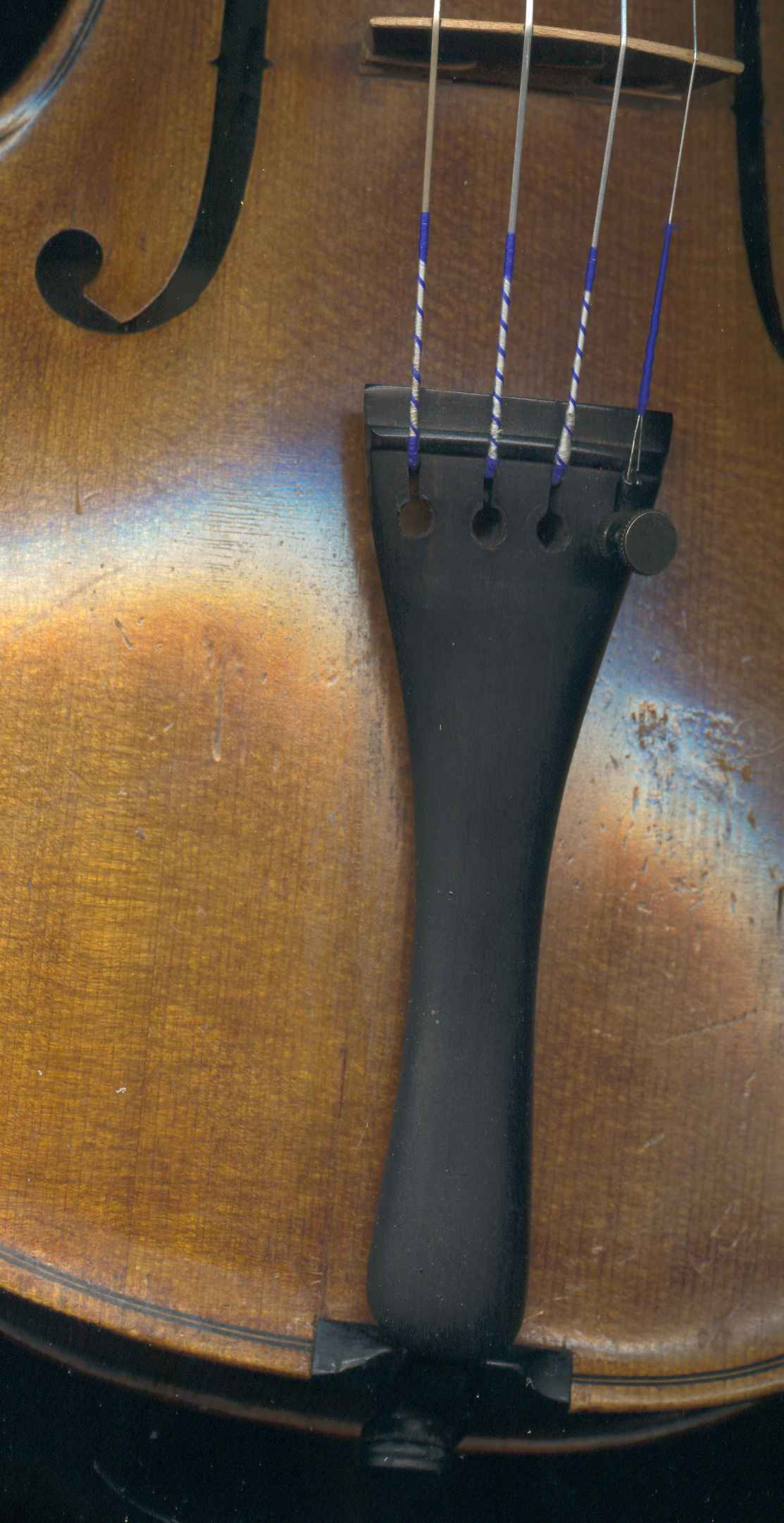
Saitenhalter einer Violine mit einem Feinstimmer für die e-Saite

Als Saitenhalter (englisch, auch im deutschen Sprachgebrauch Tailpiece, zu Deutsch „Endstück“, „Heckteil“) wird ein Bauteil bei Saiteninstrumenten bezeichnet, an dem die Saiten an dem der Schnecke bzw. Kopfplatte gegenüberliegenden Ende des Instruments verankert sind. Der Saitenhalter muss der Zugkraft aller Saiten standhalten und ihre Position bewahren. Er dient dagegen normalerweise nicht der Übertragung der Saitenschwingungen auf den Korpus – dies ist die Aufgabe des Stegs.
Der Saitenhalter kann je nach Instrument sehr unterschiedlich aussehen. Meistens setzt er am unteren Rand des Unterbugs an (wo in der Regel ein Klotz die Zarge verstärkt, so dass das Instrument hier den Zug gut aufnehmen kann). Eine Ausnahme hiervon stellen traditionell die Instrumente der Lautenfamilie dar, bei denen der Saitenhalter in den Steg integriert ist und die Zugkraft der Saiten von der Decke aufgenommen wird. Auch die meisten akustischen Gitarren folgen diesem Modell.
Ein Saitenhalter, der am Ende des Korpus ansetzt, bietet sich vor allem bei Instrumenten an, die Stahlsaiten haben, da hier die Zugkräfte der Saiten besonders hoch sind, sowie bei Instrumenten, bei denen die Decke gewölbt ist.
Der Ton einer Saite entsteht nur im frei schwingenden Bereich der Mensur, also zwischen dem Sattel und dem Steg. Der kurze Teil der Saite zwischen Steg und Saitenhalter trägt, ebenso wie der Teil zwischen Sattel und Stimmmechaniken, im Allgemeinen nicht zur Schallerzeugung bei.

## Violinen
Die Saitenhalter von Violinen sind aus Holz gefertigt und nicht fest mit dem Korpus verbunden, sondern beweglich (aber zugsicher) mit einer sogenannten Henkelsaite am Endknopf befestigt (siehe Bild). Sie gehören mit zur Garnitur (worunter alle Verschleißteile wie zum Beispiel Griffbrett und Wirbel zusammengefasst werden) und sind meist aus dem gleichen Holz gefertigt wie die anderen Teile der Garnitur. Oft verwendete Holzarten sind Ebenholz oder Palisander. Während Ebenholz eine schwarze Farbe aufweist, sind die Garnituren aus Palisander hellbraun bis rot.
Die Henkelsaite wurde früher aus Darm hergestellt, heutzutage verwendet man meist Nylon. In den Saitenhalter können Feinstimmer (Feinstimmräder) integriert sein, mit denen einzelne Saiten feingestimmt werden können.
Bei größeren Streichinstrumenten (zum Beispiel dem Violoncello, manchmal auch bei der Viola) kann das kurze Saitenstück zwischen Steg und Saitenhalter durch die Schwingung der Saite und des Korpus mitschwingen und dadurch einen unerwünschten Ton erzeugen, der ebenfalls über den Steg auf den Korpus übertragen wird. Dieser Ton wird Wolfston genannt. Ein Wolftöter, der auf diesem Teilstück angebracht werden kann, dämpft durch sein Gewicht diese Schwingung und verhindert das Aufschaukeln dergleichen zum Wolfston. Bei der Violine könnte theoretisch ebenfalls dieser Wolfston entstehen, allerdings sind hierbei die Gegebenheiten wie Mensur und Spannung des Teilstückes so ungünstig, dass hier meist kein nachweisbarer Wolfston entsteht. Trotzdem ist es nicht auszuschließen, dass dieser Effekt auch bei einer Violine auftritt.
Entsprechende Saitenhalter gibt es auch bei Bratsche, Violoncello und Kontrabass sowie der Viola-da-gamba-Familie.

## Mandolinen und andere Instrumente
Bei Mandolinen und vielen weiteren Saiteninstrumenten, wie zum Beispiel Banjos, Bouzoukis, Sitars oder Resonatorgitarren, ist der Saitenhalter aus Metall und fest mit dem Ende des Korpus verbunden. In der Regel ragt der Saitenhalter als größeres Bauteil von der Zarge (wo er befestigt ist) um die Kante herum zur Decke und kommt so dem Steg entgegen. Er kann entweder auf der Decke fest aufliegen oder – damit die Decke ungehindert schwingen kann – einige Millimeter über der Decke frei "schweben". Oft sind diese Saitenhalter mit einer Metallplatte ausgestattet, die die eigentlichen Saitenenden und Befestigungspunkte abdeckt, die sonst einen unschönen Anblick bieten würden.
Bei Cistern, zum Beispiel der portugiesischen Gitarre, der Balalaika, Saz, Dombra, oder Domra, werden die Saiten bis an die Kante des Instruments geführt (zum Teil auch um diese Kante herum) und mit einem kleineren Saitenhalter direkt an der Zarge verankert.
Bei manchen Mandolinen und Waldzithern wird das untere Ende der Saiten noch zusätzlich von einer metallenen Zierplatte verdeckt, die von vorne wie ein schwebender Saitenhalter aussieht, aber außer der optischen Verblendung keine Funktion hat.

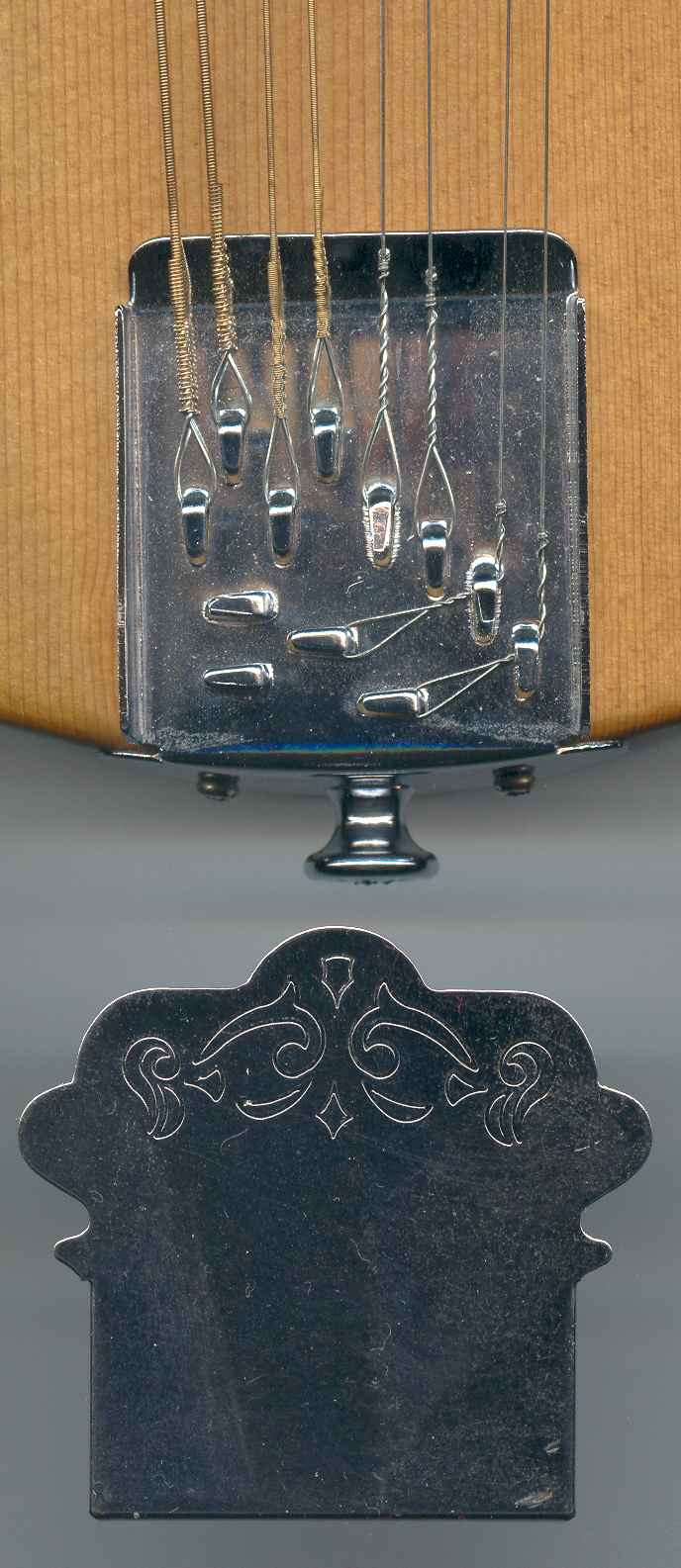
Saitenhalter einer Mandoline mit abnehmbarer Abdeckplatte
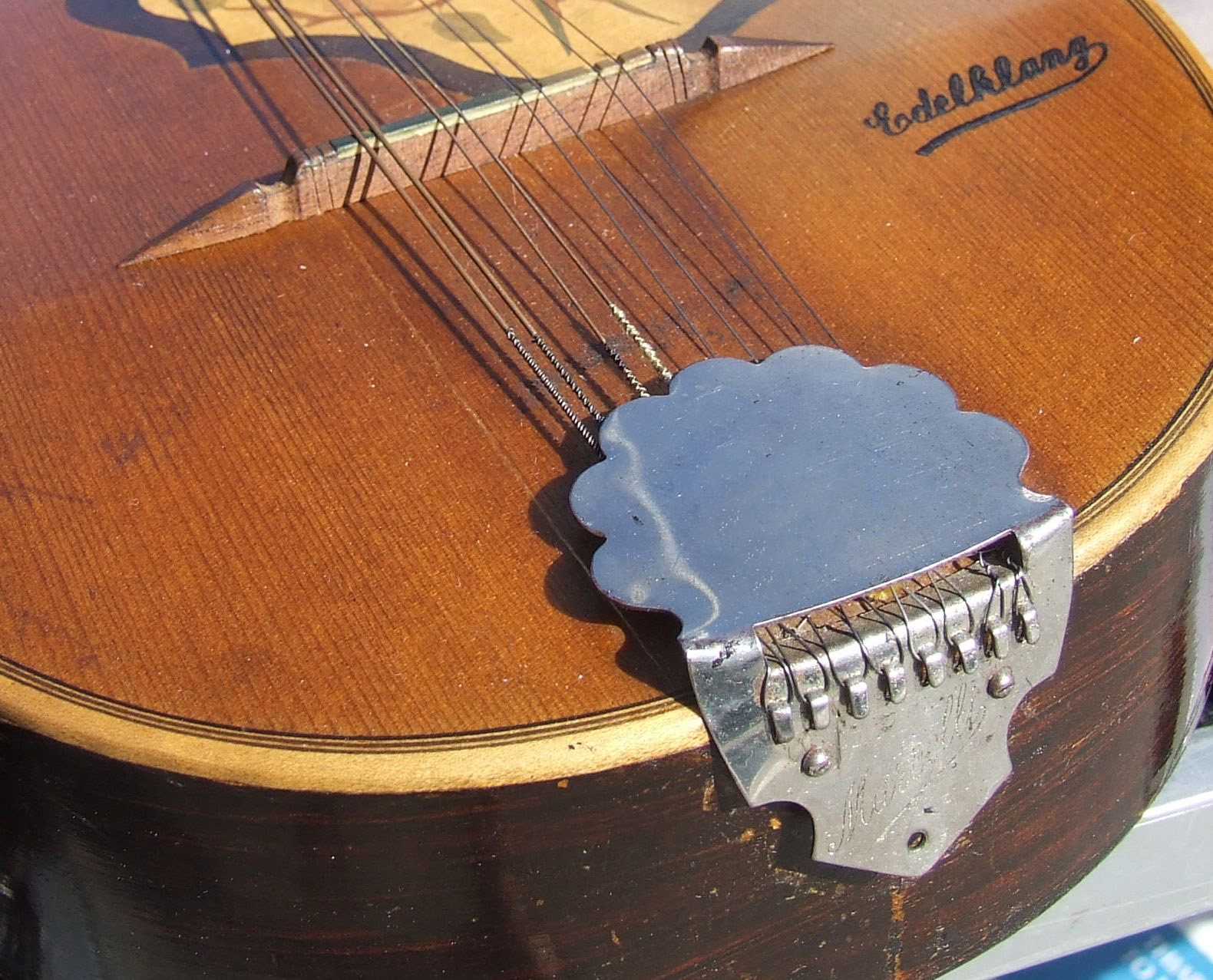
Saitenhalter einer Mandoline (Bauform wie bei der Waldzither)
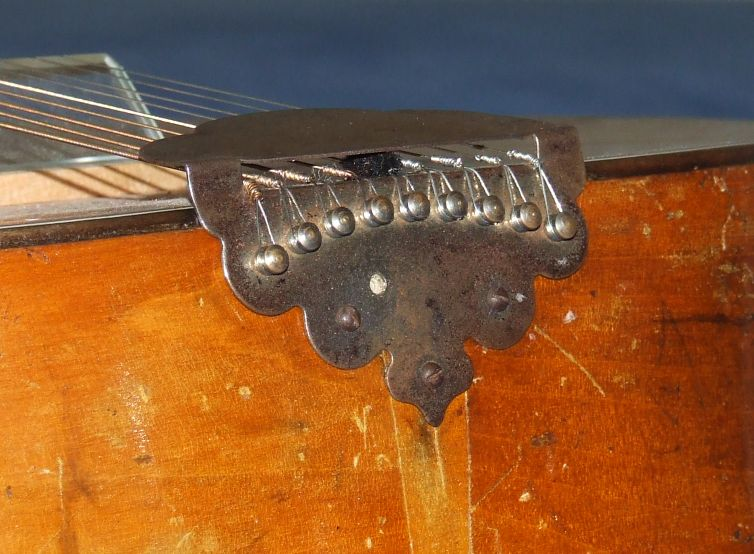
Saitenhalter einer Waldzither

## Lauten und akustische Gitarren
Bei Ouds, Lauten und akustischen Gitarren ist der Saitenhalter meist in den Steg integriert. Hier befindet sich entweder eine Holzleiste mit Löchern zum Hindurchführen der Saiten und anschließendem Verknoten, oder es sind Aussparungen (Löcher) im Steg angebracht, in die die Saitenenden eingeführt und mit hölzernen Pins (zu deutsch: Stöckerle oder Stöckchen) verklemmt werden. Western-Gitarren sind in der Regel so verstärkt gebaut, dass sie trotz Stahlsaiten mit einem in den Steg integrierten Saitenhalter auskommen.
Bei bestimmten Gitarrenbauformen, wie zum Beispiel der Archtop-Gitarre, wird hingegen ein Saitenhalter aus Metall, ähnlich wie der bei der Mandoline, verwendet, da die Decke dem starken Zug der Stahlsaiten nicht standhalten könnte.

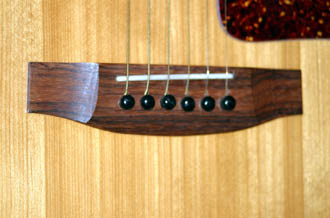
Steg mit integriertem Saitenhalter einer Westerngitarre
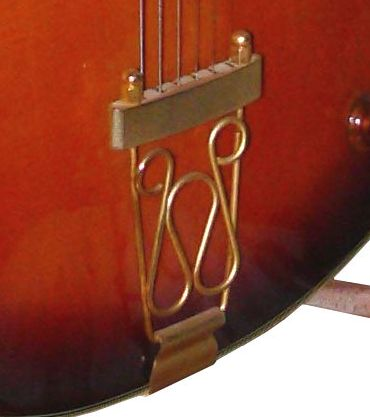
Trapezförmiger Saitenhalter einer Archtop-Gitarre

## E-Gitarren
Bei E-Gitarren mit Massivkorpus besteht dieses Problem nicht, da diese keine schwebende Decke haben. Daher ist bei diesen wiederum der Saitenhalter meist in den Steg integriert, bzw. die Saiten werden nahe beim Steg direkt im Korpus verankert. Modelle mit einer akustisch bedeutenden Decke, verwenden ähnliche Bauformen wie die bereits erwähnten akustischen Instrumente Mandoline oder Archtop-Gitarre. Ein Beispiel hierfür ist das Bigsby-Vibrato.
E-Gitarren mit Vibrato-System ("Tremolo") oder Telecaster-ähnlichen Stegen besitzen ebenfalls den Saitenhalter bereits innerhalb der Konstruktion. Während bei manchen modernen Vibrato-Systemen die Kugel der Saiten entfernt und die Saite im Saitenreiter festgeklemmt wird (dieses Bauteil fungiert für jede Saite einzeln als Steg und Saitenhalter), werden die Saiten bei Telecaster-ähnlichen Modellen von der Rückseite aus durch den Korpus hindurchgeführt. Ein Einsatz aus Metall verhindert, dass die Kugel in das Holz gezogen wird und fungiert somit als Saitenhalter.
Modelle mit einem Tune-O-Matic-Steg besitzen meist ein Stop-Tailpiece (auch Stopbar genannt). Dieses wird nur durch den Saitenzug an zwei Ankerpunkten fixiert. Aber auch hier finden sich Gitarrenmodelle, meist bei moderneren Gitarren, bei denen die Saiten durch den Korpus geführt werden (siehe Bild). Diese Methode wird als strings through body bezeichnet und verspricht nach Aussage der Hersteller ein längeres Sustain.
Es gibt auch seltene Fälle von Vibrato-Systemen, die in halbakustischen Gitarren eingesetzt werden, zum Beispiel das Bigsby-Vibrato bei Archtop-Jazzgitarren. Hier kommt wieder ein (besonders massiv gebauter) trapezförmiger Saitenhalter zur Verwendung, der am Korpusende verankert ist.

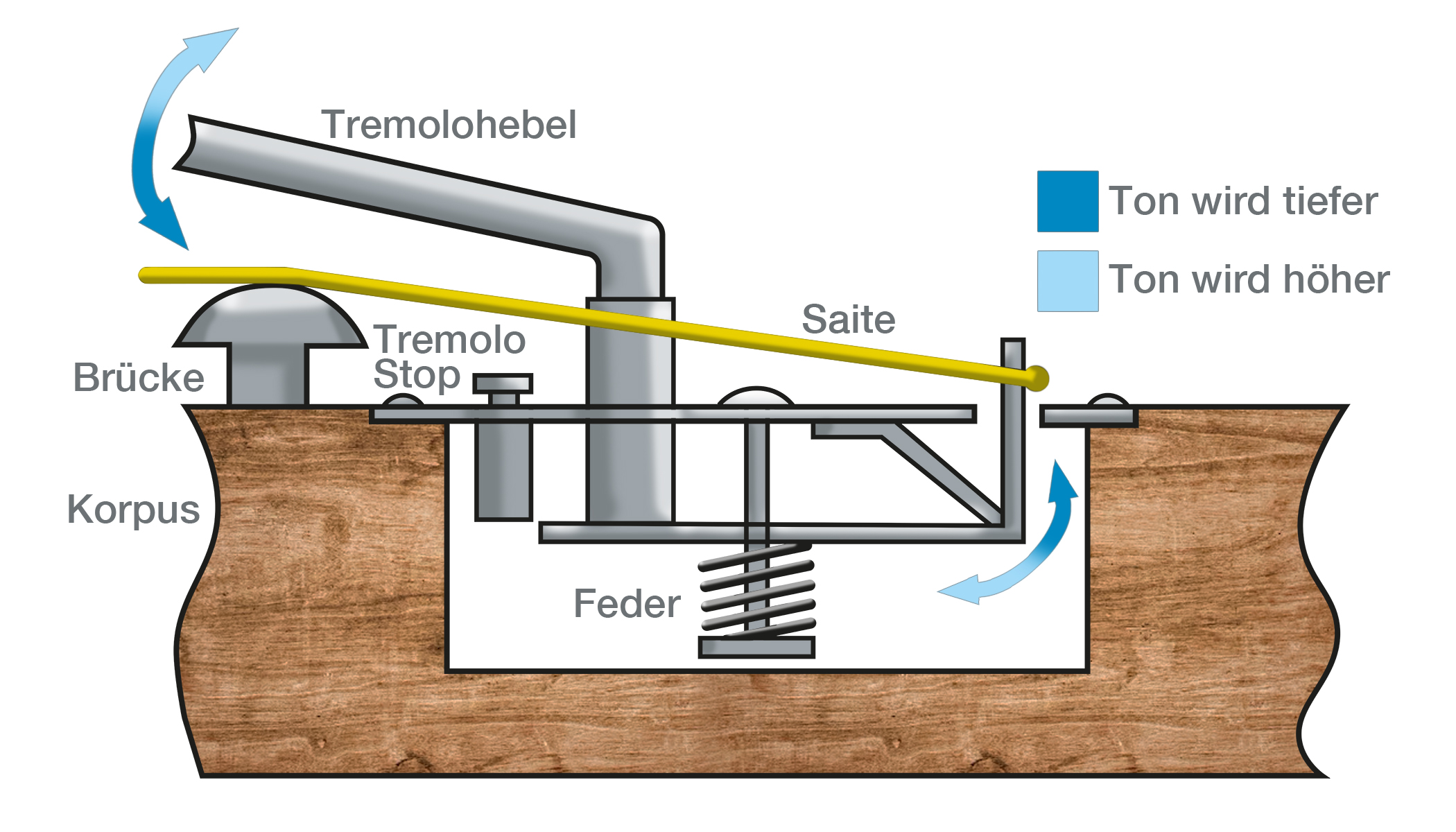
Schnittzeichnung des Tremolos der Fender Jazzmaster
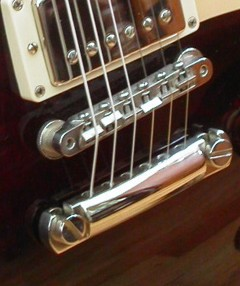
Tune-O-Matic mit Stopbar
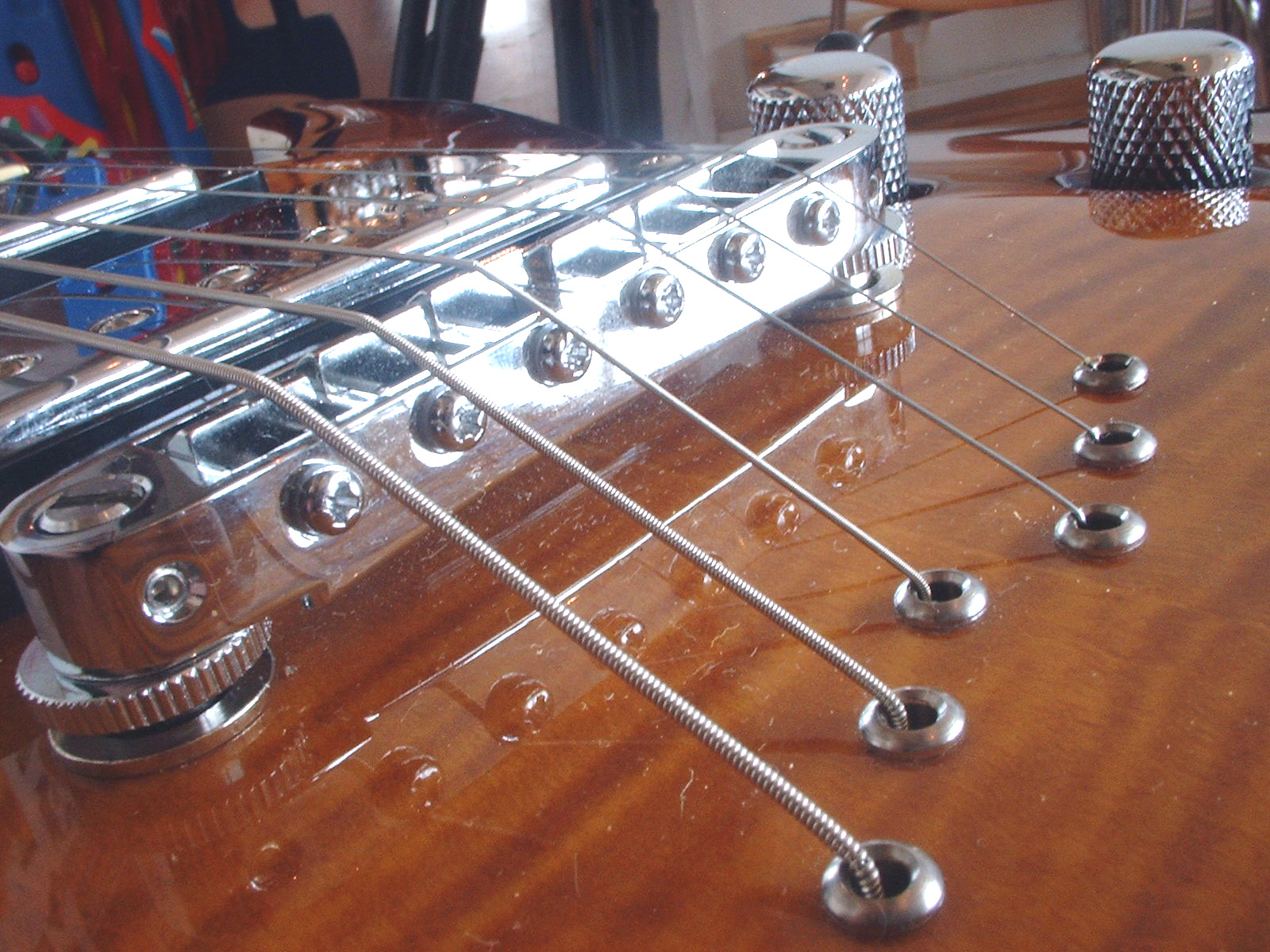
Tune-O-Matic ohne Stopbar (strings through body)
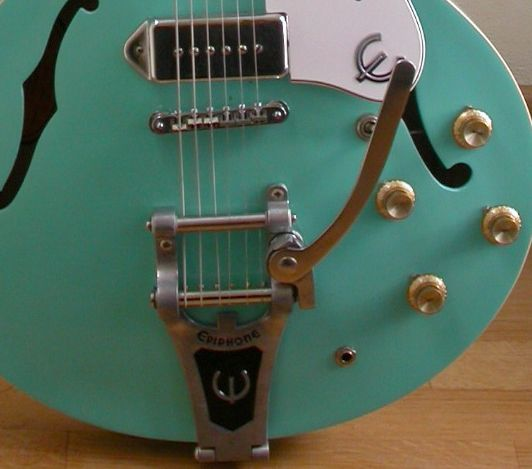
Epiphone Casino mit Bigsby-Vibrato